# بائیرلی (سولواووا)
بائیرلی (به ترکی استانبولی: Bayırlı) یک منطقهٔ مسکونی در ترکیه است که در سولواووا واقع شده‌است.